# Masushi Ōuchi
Masushi Ōuchi (jap. 大内仁 Ōuchi Masushi; ur. 28 września 1943 w Kōriyamie, w prefekturze Fukushima, zm. 6 czerwca 2011 w Tokio) – japoński sztangista, dwukrotny medalista olimpijski i trzykrotny medalista mistrzostw świata.

## Kariera
W 1964 roku zdobył w wadze średniej brązowy medal igrzysk olimpijskich w Tokio z wynikiem 435 kg, zdobywając jednocześnie brąz mistrzostw świata. W 1966 wywalczył złoto igrzysk azjatyckich w Bangkoku w wadze lekkiej, ustanawiając wynikiem 455 kg rekord świata. Dwa lata później zdobył srebro na igrzyskach olimpijskich w Meksyku w wadze średniej z wynikiem 455 kg, jednocześnie uzyskując tytuł wicemistrza świata. Ponadto w 1969 roku zwyciężył podczas mistrzostw świata w Warszawie w wadze półciężkiej z wynikiem 487,5 kg. Ostatni sukces osiągnął w 1970 roku, kiedy wywalczył złoto podczas igrzysk azjatyckich w Bangkoku w wadze półciężkiej. W 1974 roku ponownie zdobył złoto na igrzyskach azjatyckich w Teheranie w tej samej wadze, jednakże tytuł został mu odebrany po pozytywnych wynikach testu antydopingowego.
W czasie kariery ustanowił 10 rekordów świata w różnych kategoriach wagowych.

## Losy po zakończeniu kariery
Po zakończeniu kariery pracował jako policjant oraz trener. Był także członkiem zarządu japońskiego związku podnoszenia ciężarów. Zmarł 6 czerwca 2011.